# 彼女が好きなものはホモであって僕ではない
『彼女が好きなものはホモであって僕ではない』（かのじょがすきなものはホモであってぼくではない）は、浅原ナオトの長編青春小説である。略称は「カノホモ」。カクヨムに2016年10月12日から10月28日に連載され、大幅加筆を経て2018年2月21日にKADOKAWAから刊行された。同性愛者であることを隠して生活する男子高校生とBLを好む腐女子の同級生の恋愛模様と、世間一般における「普通」を求めてもがく性的マイノリティの姿を描く。
書籍版の後日談となる『続・彼女が好きなものはホモであって僕ではない』が、カクヨムにて2019年6月22日から連載されている。
2019年にテレビドラマ化され、2021年に実写映画版が公開。

## 執筆背景
著者の浅原は同性愛者であることをカミングアウトしており、本作品のタイトルに差別的意味を持つ「ホモ」を使用したことについて「僕が伝えたかったことは性的マイノリティは少ないというだけで、実はどこにでも存在するものだということ。それなりに年を重ねてきて、おそらく同性愛者に出会ったことのない人なんてほとんどいないのではないかと思う。そんな同性愛者をバカにしている人たちがこの本を手にすることで、マイノリティについて考えてくれることを期待する意味を込めてこのタイトルにした」と述べ、同様にカミングアウトを行った際に「ホモ」という言葉に強く自分らしさを感じているとも述べている。
各章のタイトルにはゲイのアイコンとも称されるフレディ・マーキュリーが所属したロックバンド・QUEENの楽曲名を用いており、物語上でもジュンが愛聴するバンドとして登場する。

## 書誌情報
- 浅原ナオト（著）・新井陽次郎（表紙イラスト）『彼女が好きなものはホモであって僕ではない』、KADOKAWA、2018年2月21日発売、ISBN 978-4-04-072513-0
- 浅原ナオト（著）・新井陽次郎（装画）『彼女が好きなものはホモであって僕ではない』（2020年6月12日発売、角川文庫、ISBN 978-4-04-073510-8）

## 漫画
ComicWalkerで2019年2月1日から2020年3月3日にかけて連載された。作画は平原明が担当。
- 浅原ナオト（原作）・平原明（作画）『彼女が好きなものはホモであって僕ではない』、KADOKAWA〈BRIDGE COMICS〉

1. 2019年5月2日発売、ISBN 978-4-04-065717-2
2. 2019年11月8日発売、ISBN 978-4-04-064147-8
3. 2020年3月6日発売、ISBN 978-4-04-064508-7

## テレビドラマ
『腐女子、うっかりゲイに告る。』（ふじょし うっかりゲイにこくる）のタイトルで「カクヨム」作品としては初の実写化作品としてテレビドラマ化され、NHK総合の「よるドラ」枠にて2019年4月20日から6月8日まで、土曜23時30分から23時59分に計8回が放送された。主演は金子大地。
同枠にて2020年6月13日から8月1日までアンコール放送が実施され、同年10月にはFODプレミアムでも配信が行われた。

### キャスト（テレビドラマ）

#### 主要人物
安藤純
演 - 金子大地
主人公。18歳の高校3年生で、純粋だが皮肉屋。幼いころ両親が離婚し、母親の陽子と2人暮らしをしている。幼なじみの亮平や母親にも隠しているが、実は同性愛者。
年上の恋人・マコトさんがいる。苦しくてたまらなかった時に救ってくれたQUEENの熱狂的なファン。
チャットで知り合った同じくゲイであるファーレンハイトとは、日常生活からゲイとしての悩みまで相談する間柄。
三浦紗枝
演 - 藤野涼子
純のクラスメイト。ボーイズラブ（BL）を愛する腐女子。
本屋でBL漫画を買っているところを純に見つかったことがきっかけで親しくなり、次第に純を異性として好きになる中で、彼がゲイだと知らずに告白してしまう。
腐女子であることは周りの友達には隠している。
佐々木誠
演 - 谷原章介
純のゲイパートナーで、純には「マコトさん」と呼ばれている。既婚者で妻子がいるが、世間的にはゲイであることを隠して純と付き合っている。
同性愛者でありながら異性愛者として振る舞う自分を「卑怯なコウモリ」と例えている。
ケイトが営むカフェで純と待ち合わせている。純がゲイを隠して紗枝と付き合うことに対して好意的な態度を見せる。
安藤陽子
演 - 安藤玉恵
純を育ててきたシングルマザーで、彼にとっては親友のような存在。
息子の幸せを心から願っているが、そんな母を悲しませまいと純はゲイであることを隠している。
高岡亮平
演 - 小越勇輝（幼少期：嶺岸煌桜）
純の幼なじみでクラスメイト。明るい性格で女子にモテるが、彼女はいない。純がゲイであることは知らない。
純と紗枝をくっつけるためのデートを計画する。
ケイト
演 - サラ・オレイン
純とマコトが常連のカフェバー「ʻ39」のイギリス人オーナー。
純がQUEENを聴くきっかけになった人物で、純が紗枝と付き合うことに対し好意的な態度を見せる。
ファーレンハイト
声 - 小野賢章
演 - 込江海翔（最終回）
純とチャットだけで繋がっている謎の人物。純と同じく同性愛者であり、QUEEN好きを通して彼と知り合う。
純は彼の顔や素性を知らないが、悩みを彼に打ち明けるほど心を許す存在になっている。
小野雄介
演 - 内藤秀一郎
純のクラスメイトで、亮平の親友。クラスの人気者で彼女がいる。
純に対して好戦的な態度をとり、純と紗枝の恋路を邪魔しようとする。
今宮麻衣
演 - 吉田まどか
紗枝の親友。純と紗枝をくっつけるためのデートを亮平と計画する。
本当は亮平に好意を抱いていだが、それに対して彼が気づかないことにやきもきしている。

#### その他
佐倉奈緒
演 - 望月綾乃
紗枝のボーイズラブ（BL）の師匠で、通称「姐さん」。
近藤隼人
演 - 亀島一徳
奈緒の彼氏。
中山学
演 - 重岡漠
純の同級生。
堀田
演 - 皇希
純の同級生。
飯田
演 - 新納だい
純の同級生。
蛭田美咲
演 - 原田里佳子
紗枝の同級生。
佐伯めぐみ
演 - 近藤笑菜
紗枝の同級生。

#### ゲスト
第2回
彩夏
演 - 駒井蓮
小野の彼女。

第4、5、7回
藤セン
演 - うらじぬの
第6回
看護師
演 - 小林由梨
最終回

ファーレンハイトの母
演 - 内田慈
ファーレンハイトの母親。

### スタッフ（テレビドラマ）
- 原作 - 浅原ナオト『彼女が好きなものはホモであって僕ではない』（KADOKAWA刊）
- 脚本 - 三浦直之
- 演出 - 盆子原誠、大嶋慧介、上田明子、野田雄介
- タイトルイラスト - 新井陽次郎
- 制作統括 - 篠原圭、清水拓哉
- プロデューサー - 尾崎裕和
- 音楽 - Akiyoshi Yasuda（★STARGUiTAR）
- アクション指導 - 青木哲也
- ダンス指導 - 皇希
- 医療指導 - 高瀬年人（医療法人 たかせ整形外科）
- 看護指導 - 石田喜代美
- 製作 - NHK

### 放送日程（テレビドラマ）
| 放送回 | 放送日  | サブタイトル                        | 演出     |
| ------ | ------- | ----------------------------------- | -------- |
| 第1回  | 4月20日 | Track1 Good Old-Fashioned Lover Boy | 盆子原誠 |
| 第2回  | 4月27日 | Track2 I Want It All                | 盆子原誠 |
| 第3回  | 5月04日 | Track3 The Show Must Go On          | 盆子原誠 |
| 第4回  | 5月11日 | Track4 The March Of The Black Queen | 大嶋慧介 |
| 第5回  | 5月18日 | Track5 Bohemian Rhapsody            | 大嶋慧介 |
| 第6回  | 5月25日 | Track6 Somebody to Love             | 野田雄介 |
| 第7回  | 6月01日 | Track7 We Will Rock You             | 上田明子 |
| 最終回 | 6月08日 | Track8 Don't Stop Me Now            | 盆子原誠 |

### 受賞歴（テレビドラマ）
- 第16回コンフィデンスアワード・ドラマ賞[25]
  - 助演女優賞：藤野涼子
  - 新人賞：金子大地
  - 脚本賞：三浦直之
- ギャラクシー賞
  - 2019年6月度 月間賞[26][27]
  - 第57回（2019年度） テレビ部門 奨励賞

| NHK総合 よるドラ                                              | NHK総合 よるドラ                                                      | NHK総合 よるドラ                                 |
| 前番組                                                        | 番組名                                                                | 次番組                                           |
| ------------------------------------------------------------- | --------------------------------------------------------------------- | ------------------------------------------------ |
| ゾンビが来たから人生見つめ直した件 （2019年1月19日 - 3月9日） | 腐女子、うっかりゲイに告る。 （2019年4月20日 - 6月8日）               | だから私は推しました （2019年7月27日 - 9月14日） |
| いいね!光源氏くん （2020年4月4日 - 5月23日）                  | 腐女子、うっかりゲイに告る。（アンコール） （2020年6月13日 - 8月1日） | 彼女が成仏できない理由 （2020年9月12日 - ）      |

## 朗読劇
2021年1月14日から17日にかけ、READPIAによって東京・草月ホールにて朗読劇の公演が予定されていたが、COVID-19の流行にともなう3度目の緊急事態宣言の発令に伴って中止された。振替公演が、2021年9月2日から5日にかけ公演された。脚本・演出は山崎彬（悪い芝居）が担当。

### キャスト（朗読劇）
2021年1月キャスト（中止）
| 日程    | 日程  | 安藤純     | 三浦紗枝 | 高岡亮平 | 小野雄介 | 佐々木誠 | ファーレンハイト |
| ------- | ----- | ---------- | -------- | -------- | -------- | -------- | ---------------- |
| 1月14日 | 18:00 | 大海将一郎 | 夏川椎菜 | 石川賢利 | 川島慶嗣 | 滝口巧   | 村井雄治         |
| 1月15日 | 13:30 | 廣瀬大介   | 夏川椎菜 | 朝田陽貴 | 松浦義之 | 興津和幸 | 永塚拓馬         |
| 1月15日 | 18:30 | 廣瀬大介   | 夏川椎菜 | 上西哲平 | 植木慎英 | 興津和幸 | 永塚拓馬         |
| 1月16日 | 13:30 | 永塚拓馬   | 吉岡茉祐 | 市川太一 | 廣瀬大介 | 小野友樹 | 天﨑滉平         |
| 1月16日 | 18:30 | 永塚拓馬   | 吉岡茉祐 | 市川太一 | 廣瀬大介 | 小野友樹 | 小野賢章         |
| 1月17日 | 13:30 | 小林裕介   | 峯田茉優 | 天﨑滉平 | 八代拓   | 興津和幸 | 小野賢章         |
| 1月17日 | 18:30 | 小林裕介   | 峯田茉優 | 天﨑滉平 | 八代拓   | 興津和幸 | 大河元気         |

2021年9月キャスト
| 日程   | 日程  | 安藤純     | 三浦紗枝 | 高岡亮平 | 小野雄介 | 佐々木誠 | ファーレンハイト |
| ------ | ----- | ---------- | -------- | -------- | -------- | -------- | ---------------- |
| 9月2日 | 18:30 | 大河元気   | 峯田茉優 | 石川賢利 | 川島慶嗣 | 滝口巧   | 和田将弥         |
| 9月3日 | 13:30 | 大海将一郎 | 峯田茉優 | 浦和希   | 植木慎英 | 宮城一貴 | 鵜澤正太郎       |
| 9月3日 | 18:30 | 大海将一郎 | 峯田茉優 | 上西哲平 | 植木慎英 | 宮城一貴 | 伊瀬結陸         |
| 9月4日 | 13:00 | 廣瀬大介   | 夏川椎菜 | 市川太一 | 松浦義之 | 滝口巧   | 野上翔           |
| 9月4日 | 18:00 | 廣瀬大介   | 夏川椎菜 | 市川太一 | 松浦義之 | 滝口巧   | 野上翔           |
| 9月5日 | 13:00 | 永塚拓馬   | 吉岡茉祐 | 天﨑滉平 | 八代拓   | 興津和幸 | 大河元気         |
| 9月5日 | 18:00 | 小林裕介   | 吉岡茉祐 | 天﨑滉平 | 八代拓   | 興津和幸 | 永塚拓馬         |

## 実写映画
『彼女が好きなものは』（かのじょがすきなものは）のタイトルで実写映画版が2021年12月3日に公開。監督は草野翔吾、主演は本作品が映画初主演となる神尾楓珠。PG12指定。第28回釜山国際映画祭Open Cinema部門正式出品。

### キャスト（実写映画）
- 安藤純：神尾楓珠
- 三浦紗絵：山田杏奈[31][32]
- 高岡亮平：前田旺志郎[31][32]
- 小野雄介：三浦獠太[31][32]
- 今宮くるみ：池田朱那[31][32]
- 近藤隼人：渡辺大知[33][34]
- 佐倉奈緒：三浦透子[33][34]
- ファーレンハイト：磯村勇斗[33][34]
- 安藤みづき：山口紗弥加[33][34]
- 佐々木誠：今井翼[33][34]

### スタッフ（実写映画）
- 原作：浅原ナオト『彼女が好きなものはホモであって僕ではない』（角川文庫刊）
- 監督・脚本：草野翔吾
- 音楽：ゲイリー芦屋
- エグゼクティブプロデューサー：成宏基
- プロデューサー：前原美野里、宮本綾
- ラインプロデューサー：西川朝子
- 撮影：月永雄太
- 照明：藤井勇
- 美術：安宅紀史
- 録音：齋藤泰陽
- 装飾：山本直輝
- スタイリスト：SAKAI
- ヘアメイク：寺沢ルミ
- 編集：浦部直弘
- 助監督：杉岡知哉
- 制作担当：狭間聡司
- スチール：柴崎まどか
- 宣伝デザイン：大寿美トモエ
- 宣伝プロデューサー：小口心平
- 企画協力：KADOKAWA
- 配給：バンダイナムコアーツ、アニモプロデュース
- 企画・制作・プロデュース：アニモプロデュース
- 製作：「彼女が好きなものは」製作委員会（バンダイナムコアーツ、アニモプロデュース、ベンチャーバンクエンターテインメント、カラーバード、ハーク、Filmarks、ムラタピクチャーズ）

### 評価
キネマ旬報社が運営するKINENOTEの「キネ旬Review」で、ライターの北川れい子は「自分は普通ではないと思う内なる差別意識を自ら壊す彼女の姿は感動的で、演じる山田杏奈に拍手」と評した。